# Guayaibí
Guayaibí é uma cidade do Paraguai, Departamento San Pedro. Possui uma população de 2.674 habitantes.

## Transporte
O município de Guayaibí é servido pelas seguintes rodovias:
- Ruta 03, que liga a cidade de Assunção ao município de Bella Vista Norte (Departamento de Amambay).
- Caminho em rípio ligando o município ao interior do município de Curuguaty (Departamento de Canindeyú).[1][2][3]